# 마리우 이폴리투
마리우 이폴리투 다미앙(포르투갈어: Mário Hipólito Damião, 1985년 6월 1일 ~ )은 앙골라의 축구 선수로 포지션은 골키퍼이다.
2006년 FIFA 월드컵에 출전하였으나, 앙골라 축구 국가대표팀에서는 잘 참여하지 않고 있다.